# Ryo Kanazawa
Ryo Kanazawa (金沢 亮 Kanazawa Ryo?, nacido el 19 de octubre de 1988 en Kioto) es un exfutbolista japonés. Jugaba de delantero y su único club fue el JEF United Chiba de Japón.

## Trayectoria

### Clubes
| Club             | País  | Año         |
| ---------------- | ----- | ----------- |
| JEF United Chiba | Japón | 2007 - 2010 |